# Jakob Johan Taube (livdrabant)
Jakob Johan Taube, född 1686, död 11 februari 1709, var en svensk militär, son till Evert Fredrik Taube. 
Han blev överlöjtnant vid amiralitetet 1700 och tog avsked 1707 samt blev livdrabant samma år. Han stupade vid Krasnokutsk.